# Göncz Kinga
Göncz Kinga Mária (Budapest, 1947. november 8. –) magyar pszichiáter, politikus, 2004-ben esélyegyenlőségért felelős tárca nélküli miniszter, 2004 és 2006 között ifjúsági, családügyi, szociális és esélyegyenlőségi miniszter, valamint 2006 és 2009 között Magyarország külügyminisztere. 2009. június 18-ától 2014-ig európai parlamenti képviselő. Göncz Árpád köztársasági elnök lánya, Göntér Gábor író dédunokája.

## Tanulmányai
1972-ben szerzett diplomát a Semmelweis Orvostudományi Egyetemen, majd 1978-ban pszichiátria szakvizsgát, később pedig pszichoterapeuta képesítést szerzett.

## Pszichiáteri pályafutása
1972 és 1978 között az Országos Elme- és Ideggyógyintézet munkatársa, majd 1978 és 1986 között a szolnoki Hetényi Géza Kórház pszichiátere. Ezután az Országos Orvosi Rehabilitációs Intézet adjunktusa lett. Ezt a posztot 1989-ig viselte.
1990 és 2002 között egyéni pszichoterapeutaként dolgozott.
1989 óta az ELTE Szociálpolitikai Tanszék adjunktusa. 1998 és 2003 között a Közép-európai Egyetemen is tanított előítéleti szociálpszichológiát.
A pszichiáteri munkán túl 1994 és 2002 között a Partners Hungary Alapítvány igazgatója. Fő feladata a konfliktuskezelés volt. 2001 és 2002 között az Nyílt Társadalom Alapítványok (OSF) kuratóriumának elnökhelyettese.

## Politikai pályafutása
A politikába 2002-ben lépett be, amikor a Medgyessy-kormány idején az Egészségügyi, Szociális és Családügyi Minisztérium politikai államtitkára lett. 2004-ben Gyurcsány Ferenc kormányra kerülése után az újonnan megalakított Ifjúsági, Családügyi, Szociális és Esélyegyenlőségi Minisztérium vezetője lett.
2006-ban, a nyertes választások után őt bízta meg a Külügyminisztérium vezetésével Gyurcsány Ferenc miniszterelnök. Posztját június 9-én vette át Somogyi Ferenctől.
2009-ben a Magyar Szocialista Párt listavezetőjének javasolták az év nyarán tartandó EP-választásra, emiatt 2009. május 1-jei hatállyal lemondott külügyminiszteri tisztségéről.
Időközben Gyurcsány Ferenc új kormány alakítását szorgalmazta az MSZP 2009. március 21-ei kongresszusán, így emiatt 2009. április 16-án távozott hivatalából, utódja pedig Balázs Péter lett. 2009-től európai parlamenti képviselő, az Állampolgári Jogi, Bel- és Igazságügyi Bizottság alelnöke, a Foglalkoztatási és Szociális Bizottság póttagja, a Petíciós Bizottság póttagja.

## Családja
Édesapja Göncz Árpád jogász, író, műfordító, aki 1990–2000 között a Magyar Köztársaság elnöke volt. Édesanyja Göntér Mária Zsuzsanna, Göntér E. Gábor néptanító, iskolaigazgató unokája. Férjezett, két felnőtt gyermek édesanyja és két kisfiú nagymamája.

## Művei
- Göncz Kinga–Geskó Sándor–Herbai István: Konfliktus-kezelés civil szervezetek számára; Partners Hungary, Bp., 1998 (Partners füzetek) (angolul is)

## Díjai
- Magyar Jótékonysági Díj, 2011.